# Sjoerd Bax
Sjoerd Bax (ur. 23 grudnia 1996 w Gorinchem) – holenderski kolarz szosowy.

## Osiągnięcia
Opracowano na podstawie:

2014
- 1. miejsce w mistrzostwach Holandii juniorów (jazda indywidualna na czas)
- 3. miejsce w Aubel-Thimister-La Gleize

2015
- 1. miejsce w klasyfikacji młodzieżowej Triptyque des Monts et Châteaux

2018
- 3. miejsce w Flèche Ardennaise

2019
- 1. miejsce w klasyfikacji punktowej Alpes Isère Tour
  - 1. miejsce na 2. etapie

2021
- 1. miejsce w Alpes Isère Tour
  - 1. miejsce w klasyfikacji punktowej
  - 1. miejsce na 3. i 5. etapie
- 2. miejsce w Tour de la Mirabelle
  - 1. miejsce na 2. etapie
- 2. miejsce w mistrzostwach Holandii (start wspólny)

2022
- 1. miejsce w Coppa Agostoni
- 1. miejsce na 7. etapie Tour de Langkawi

## Rankingi
| Rok             | 2018  | 2019 | 2020  | 2021 | 2022 | 2023 | 2024  |
| --------------- | ----- | ---- | ----- | ---- | ---- | ---- | ----- |
| World Ranking   | 1158. | 898. | 1911. | 336. | 254. | 272. | 1011. |
| UCI Europe Tour | 727.  | 653. | 1400. | 284. | 207. | -    | -     |
|                 |       |      |       |      |      |      |       |
| Źródło: UCI     |       |      |       |      |      |      |       |